# Gare de Himeji-Bessho
La gare d'Himeji-Bessho (ひめじ別所駅, Himeji-Bessho-eki) est une gare ferroviaire localisée dans la ville d'Himeji, dans la préfecture de Hyōgo au Japon. La gare est exploitée par la compagnie JR West, sur la ligne Sanyō (ligne JR Kobe). Le numéro de gare est JR-A82.

## Situation ferroviaire
Établie à 8 mètres d'altitude, la gare de Himeji-Bessho est située au point kilométrique (PK) 48.4 de la ligne Sanyō. Cette gare fut ouverte en 2005 juste à côté d'une autre gare destinée au fret, la gare de Himeji-Kamotsu. C'est pour cela que les deux gares possèdent le même point kilométrique.

## Histoire
Le 21 mars 1994, la gare de fret de Himeji-Kamotsu est ouverte. Trois ans plus tard, l'idée d'une gare pour passagers à côté de la gare de Himeji-Kamotsu sort des cartons de la JR West. En 2003, les travaux de construction de la gare commencent et deux ans plus tard, la gare de Himeji-Bessho est inaugurée
En 2014, la fréquentation journalière de la gare était de 1 769 personnes
| 2010  | 2011  | 2012  | 2013  | 2014  |
| 1 436 | 1 510 | 1 618 | 1 767 | 1 769 |

## Service des voyageurs

### Accueil
La gare dispose de billetterie automatique verte pour l'achat de titres de transport pour shinkansen et train express. La carte ICOCA est également possible pour l’accès aux portillon  d’accès aux quais.

### Desserte
La gare de Himeji-Bessho est une gare disposant de deux quais et de deux voies. La desserte est effectuée par des trains rapides ou locaux.
| N° de voie | Ligne     | Direction         |
| ---------- | --------- | ----------------- |
| 1          | A JR Kôbe | Sannomiya - Ôsaka |
| 2          | A JR Kôbe | Himeji - Aioi     |

### Intermodalité
Un arrêt de bus du réseau Shinki Bus est  également disponible près de la gare.